# かわい子くん
「かわい子くん」（かわいこくん）は、藤子・F・不二雄（発表時は藤子不二雄名義）の読み切り漫画作品。1980年（昭和55年）『マンガ少年』10月号に掲載された。『藤子・F・不二雄 SF短編集PERFECT版』第7集に収録。

## 概要
可愛さとは何であるかをテーマとした作品。動物の子供が持つ生存のための戦略的造形についてや、人間の感情的な補正など「愛らしさ」ということをSF的視点で捉える。

## あらすじ
自分の容姿に自信が無い茂手内は、同じアパートの住人の松戸彩子から、「世界一のかわい子くんにしてあげよう」と言われるが……

## 登場人物
茂手内
主人公。高校を出て2年経つ浪人生。自分の容姿に自信が無く、思いを寄せる女学生に声をかけることも出来ない。
松戸彩子
医学部中退後、ニューギニアの奥地の小さな病院を手伝っていたが、クビになり帰国し、茂手内の住むアパートに引っ越してきた。
現地の魔法医から貰った秘伝の貴重薬で、茂手内を「かわい子くん」にしてあげると言う。
女学生
茂手内が片思いする美少女。名前は不明。彩子が家庭教師になる。
隣人
茂手内の部屋（5号室）と彩子の部屋（7号室）の間に住む男性。

## ドラマ
2008年11月21日、WOWOWのミッドナイト☆ドラマ『藤子・F・不二雄のパラレル・スペース』で放送された。

### 出演者
- 茂手内健太郎 - 本多力
- 冷水理子 - 麻生久美子
- 青山満男 - 要潤
- 安藤ユキ - いとうあいこ

### スタッフ
- 監督、脚本 - 筧昌也